# SG BBM Bietigheim
SG BBM Bietigheim is een handbalvereniging uit het Duitse Bietigheim-Bissingen. De club is ontstaan door een fusie tussen de clubs van TSV Bietigheim en TV Metterzimmern.

## Erelijst
Dames
| Competitie                  | Aantal | Jaren                                       |
| --------------------------- | ------ | ------------------------------------------- |
| Landskampioenschap          | 5×     | 2016/17, 2018/19, 2021/22, 2022/23, 2023/24 |
| EHF Champions League Tweede | 1×     | 2023/24                                     |